# 树形大蕨藓
树形大蕨藓（学名：Pterobryon arbuscula）为蕨藓科大蕨藓属下的一个种。